# Strada statale 526 dell'Esticino
La strada statale 526 dell'Esticino (SS 526), nella città metropolitana di Milano, in provincia di Pavia strada provinciale 526 dell'Est Ticino (SP 526), è una strada statale e provinciale italiana che collega Magenta (nella città metropolitana di Milano) con Pavia viaggiando ad est (da cui il nome) del fiume Ticino.

## Percorso
Ha inizio a Magenta, dove è in diretta comunicazione con la strada statale 11 Padana Superiore e la superstrada SS 336 dir per l'aeroporto di Malpensa, e si dirige verso sud seguendo il corso del fiume Ticino con un percorso pianeggiante e caratterizzato da numerose strette curve e toccando i comuni di Robecco sul Naviglio, Abbiategrasso (dove interseca la strada statale 494 Vigevanese), Ozzero, Morimondo, Besate, Motta Visconti, Bereguardo e Trivolzio. Da qui la strada corre parallela al raccordo autostradale Bereguardo-Pavia, toccando il comune di Torre d'Isola ed entrando nel capoluogo pavese, dove interseca la tangenziale Ovest (A54) e confluisce nella strada statale 35 dei Giovi.
In seguito al decreto legislativo n. 112 del 1998, dal 2001, la gestione del tratto Ca' de' Vecchi-Pavia (cioè dal km 33,100 al km 41,500) è passata dall'ANAS alla Regione Lombardia, che ha provveduto al trasferimento dell'infrastruttura al demanio della provincia di Pavia.

## Nei media
La strada statale 526 viene citata nel brano musicale del 1997 Un giorno così degli 883, gruppo musicale di cui era leader Max Pezzali, cantautore originario di Pavia.